# László Papp
László Papp (25. března 1926, Budapešť – 16. října 2003, Budapešť) byl maďarský boxer, první sportovec, který v tomto odvětví získal tři zlaté olympijské medaile.
Poprvé zvítězil na letní olympiádě v Londýně v roce 1948, kde ve finále porazil domácího Johna Wrighta. O čtyři roky později zdolal ve finále nové kategorie do 71 kg Jihoafričana Theunise van Schalwyka a třetí zlato získal na olympiádě v Melbourne v roce 1956 finálovou výhrou nad José Torresem ze Spojených států. Byl i amatérským mistrem Evropy.
Po skončení amatérské kariéry boxoval od roku 1957 v profesionálním ringu s bilancí 27 vítězství a 2 nerozhodné výsledky, stal se profesionálním mistrem Evropy. Svolení k tomu bojovat o profesionální titul mistra světa od maďarského režimu nedostal, ale v roce 1989 byl jmenován čestným mistrem světa World Boxing Council. Mezinárodní olympijský výbor ho vyznamenal čestným Olympijským řádem.
V letech 1971–1992 působil jako trenér maďarské boxerské reprezentace. Byl levák, disponující velmi tvrdým úderem. Se svou manželkou měl jednoho syna. V roce 2004 byla po něm pojmenována největší sportovní hala v Budapešti – Papp László Budapest Sportaréna..

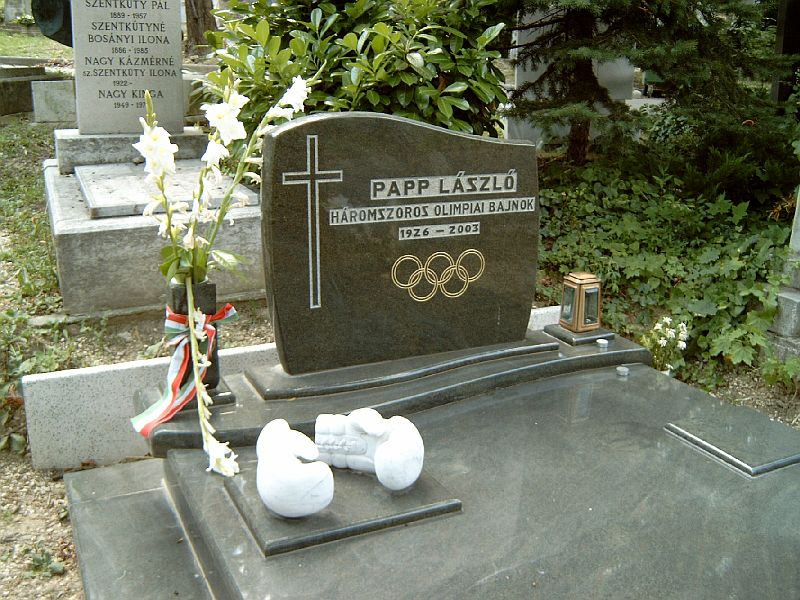
Hrob László Pappa v Budapešti